# Mario Savioni
Mario Savioni (Rome, 1608 – Rome, 22 avril 1685) est un compositeur et chanteur (alto) italien de l'époque Baroque.

## Biographie
Mario Savioni reçoit une formation lorsqu'il est enfant de chœur, sous la direction de Vincenzo Ugolini à San Luigi dei Francesi de Rome. Il est employé en 1621, en tant que contre-alto à la Cappella Giulia, puis à la Basilique Saint-Pierre. En septembre 1631, il retourne avec Ugolino à San Luigi, et en tant que son assistant, reçoit un salaire plus élevé que les autres chanteurs. À partir de 1638, il travaille avec le successeur de la Cappella Giulias, Orazio Benevoli, une collaboration qui se termine en 1644, lorsqu'il est nommé chef d'orchestre de San Luigi. Savioni a également travaillé en étroite collaboration avec Luigi Rossi, organiste de San Luigi. Dans l'opéra de Rossi, Il Palazzo incantato en mars 1642, au Palazzo Barberini, Savioni chantait le rôle d'Alceste. C'est à cette occasion que se manifestent  les contacts avec le Cardinal Antonio Barberini, sans doute essentiel pour Savioni, qui la même année, est enregistré en tant que leur chef au sein de la chapelle pontificale, pour les années 1659 à 1668.

## Œuvres
Avec Luigi Rossi, Savioni était l'un des compositeurs de cantates italiennes les plus prolifiques de son temps, allant des airs simples aux cantates à grande échelle (avec plusieurs airs et récitatifs).  Outre un total d'environ 180 cantates, il a composé de nombreux motets, madrigaux, l'opéra sacré en trois actes S.  Agnese qui a été joué en 1651 avec une technologie scénique complexe dans le Palazzo Pamphilj, ainsi que le Oratorio per ogni tempo.

### Collections (Sélection)
- Concerti morali, e spirituali, a tre voci differenti (Rome, 1660)
- Madrigali morali, e spirituali, a cinque voci concertati (Rome, 1668)
- Madrigali morali, e Concerti, a tre voci diferenti (Rome, 1672)
- Motetti a voce sola op.4 (Rome, 1676)